# Caesar ten Cate
Caesar Herman ten Cate (Ngawi, 20 de agosto de 1890 - 9 de junho de 1972) foi um futebolista neerlandês, medalhista olímpico.
Caesar ten Cate competiu nos Jogos Olímpicos de Verão de 1912 em Estocolmo. Ele ganhou a medalha de bronze.